# Resolution 2722 des UN-Sicherheitsrates
Die Resolution 2722 des Sicherheitsrats der Vereinten Nationen wurde am 10. Januar 2024 angenommen. In der Resolution forderte der Sicherheitsrat die Huthi in Jemen auf, alle Angriffe auf Handelsschiffe unverzüglich einzustellen und das gekaperte Schiff Galaxy Leader und seine Besatzung freizulassen.
Algerien, China, Mosambik und Russland enthielten sich der Stimme.
Zwei Tage später starteten die Vereinigten Staaten und das Vereinigte Königreich mit Unterstützung von Australien, Bahrain, Kanada, Neuseeland, den Niederlanden und Südkorea eine Reihe von Luft- und Raketenangriffen gegen die Huthi.